# Richard Seefelder
Richard Seefelder (17. října 1875, Neßlbachu – 12. října 1949, Innsbruck) byl německý oftalmolog a univerzitní profesor v Lipsku a Innsbrucku. Byl členem NSDAP od roku 1933.

## Život
Narodil se v roce 1875 v Neßlbachu. Střední školu absolvoval v Řezně.  Vystudoval medicínu na univerzitě v Erlangenu. V roce 1898 získal titul Ph.D.. V roce 1908 se stal lektorem na univerzitě v Lipsku. Profesorem se stal v roce 1914. V roce 1919 se přesunul na univerzitu v Innsbrucku, kde se v roce 1923 stal děkanem lekářské fakulty. V roce 1929 se stal rektorem. Jako rektor pronesl projev na Waffenrungu v roce 1929. V roce 1933 se stal členem NSDAP a SS. Byl vrchním lékařem ve Wehrmachtu. V roce 1945 byl poslán do důchodu.

## Publikace
- Atlas zur Entwicklungsgeschichte des menschlichen Auges, Leipzig 1911
- Beiträge zur Entwickelung des menschlichen Auges mit besonderer Berücksichtigung des Verschlusses der fötalen Augenspalte, 1913
- Die angeborenen Anomalien und Mißbildungen des Auges: kritischer Literaturbericht, umfassend den Zeitraum vom Jahre 1913–1925, 1925
- Das Auge des Kindes, 1927